# Ацетоїн
Ацетої́н, 3-гідроксибутанон або ацетилметилкарбінол — хімічна сполука, що складається з атомів вуглецю, водню і кисню із хімічною формулою C4H8O2. Це тверда легкоплавка речовина без кольору, світло-жовтого або зеленуватого кольору з приємним масляним запахом. Саме ця речовина надає вершковому маслу його характерний смак.

## Застосування

### Харчова промисловість
Ацетоїн разом із діацетилом придають вершковому маслу його характерний аромат. Через це виробники гідрогенізованих олій зазвичай додають штучні ароматизатори масла – ацетоїн та діацетил (разом з бета-каротином для набуття жовтого кольору) до кінцевого продукту, щоб він набув смак масла.
Ацетоїн можна знайти в яблуках, йогурті, спаржі, чорній смородині, ожині , пшениці, брокколі, брюссельській капусті, дині та кленовому сиропі.

### Електронні сигарети
Ацетоїн використовується у складі рідин електронних сигарет для отримання маслянистого або карамельного смаку.